# Pocinhos
Pocinhos é um município brasileiro do estado da Paraíba.

## História
A cidade foi fundada oficialmente em 1815 por José Ayres Leal, quando o bispo de Olinda e Recife autorizou a construção de sua primeira capela, embora a área já fosse habitada havia cerca de 20 anos. Durante o século XIX, destacou-se como núcleo político do Partido Liberal e depois do Partido Republicano do município de Campina Grande, ao qual pertencia.
Em 1943, através do decreto-lei estadual nº 520, de 31 de dezembro, o distrito de Pocinhos passou a chamar-se Joffily, ligado ao município de Campina Grande. Voltou ao nome original Pocinhos quando da sua emancipação, ocorrida pela lei estadual nº 986, de 10 de dezembro de 1953, quando foi definitivamente desmembrado de Campina Grande. Sua instalação ocorreu em 30 de dezembro do mesmo ano, quando foi nomeado o prefeito que administraria a cidade até as primeiras eleições populares.

## Política
- Ver: Lista de prefeitos de Pocinhos

## Transporte

### Frota de Veículos (IBGE - 2010)
| Tipo de Veículo | Quantidade |
| --------------- | ---------- |
| Automóvel       | 5899       |
| Caminhão        | 86         |
| Caminhão Trator | 4          |
| Caminhonete     | 109        |
| Camioneta       | 20         |
| Micro-ônibus    | 17         |
| Motocicleta     | 357        |
| Motoneta        | 34         |
| Ônibus          | 19         |
| Outros          | 11         |
| TOTAL           | 1253       |

## Geografia
Localiza-se no Cariri paraibano, na Região Metropolitana de Esperança. Sua área territorial de 630 km² e sua população, conforme estimativas do IBGE de 2020, era de 18 708 habitantes.
Em Pocinhos está a Lagoa Salgada, que junto com os município de Montadas e Areial, formam a nascente do Rio Mamanguape. Está no município o divortium aquarum das bacias hidrográficas dos rio Mamanguape, Paraíba e Seridó.
| Dados climatológicos para Pocinhos    | Dados climatológicos para Pocinhos | Dados climatológicos para Pocinhos | Dados climatológicos para Pocinhos | Dados climatológicos para Pocinhos | Dados climatológicos para Pocinhos | Dados climatológicos para Pocinhos | Dados climatológicos para Pocinhos | Dados climatológicos para Pocinhos | Dados climatológicos para Pocinhos | Dados climatológicos para Pocinhos | Dados climatológicos para Pocinhos | Dados climatológicos para Pocinhos | Dados climatológicos para Pocinhos |
| Mês                                   | Jan                                | Fev                                | Mar                                | Abr                                | Mai                                | Jun                                | Jul                                | Ago                                | Set                                | Out                                | Nov                                | Dez                                | Ano                                |
| ------------------------------------- | ---------------------------------- | ---------------------------------- | ---------------------------------- | ---------------------------------- | ---------------------------------- | ---------------------------------- | ---------------------------------- | ---------------------------------- | ---------------------------------- | ---------------------------------- | ---------------------------------- | ---------------------------------- | ---------------------------------- |
| Precipitação (mm)                     | 26,8                               | 35,2                               | 58,2                               | 62,1                               | 48,7                               | 54,5                               | 48,7                               | 21,4                               | 10,2                               | 4,8                                | 3,4                                | 9,8                                | 383,8                              |
| Fonte: Atlas Pluviométrico da Paraíba |                                    |                                    |                                    |                                    |                                    |                                    |                                    |                                    |                                    |                                    |                                    |                                    |                                    |

### Subdivisões
O município de Pocinhos tem 12 bairros com cerca de 11 mil habitantes na zona urbana:

#### Zona Sul
- Otoni Barreto
- Bela Vista
- Nova Brasília
- Cajueiro

#### Zona Leste
- Vila Maia
- Centro

#### Zona Oeste
- Cacimba Nova
- Cruzeiro
- Ivo Benício

#### Zona Norte
- Jardim Etelvina
- Santa Terezinha
- Antônio Rodrigues

#### Distritos
- Nazaré
- Arruda

#### Povoados
- Pedra Redonda
- Boqueirão
- Sudene